# Oviparité

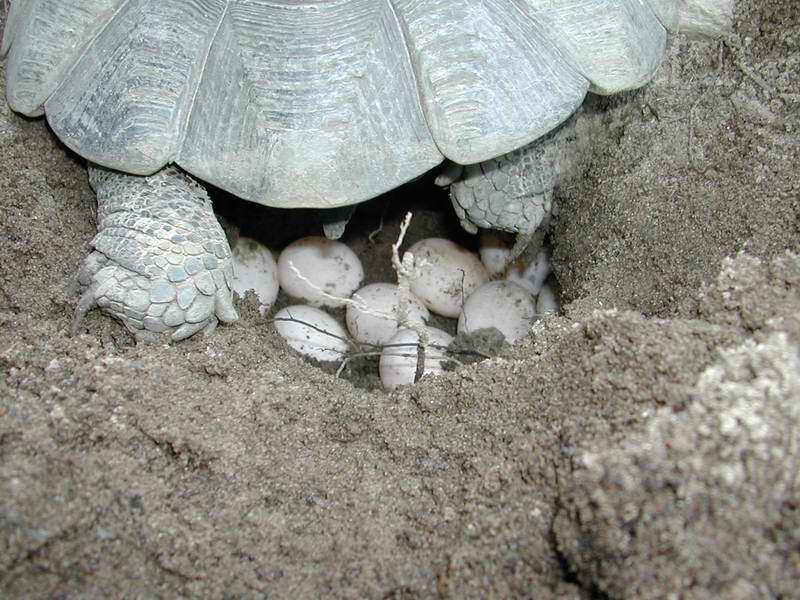
Tortue bordée (Testudo marginata) pondant des œufs dans un trou de terre

L'oviparité est une stratégie de reproduction d'une espèce où l'ovule à maturation au sein de la femelle est ensuite pondu sous la forme d'un œuf. Lorsqu'elle a lieu, la fécondation se passe dans le tractus reproducteur de la femelle, au contraire de l'ovuliparité (où la fécondation est externe à l'organisme maternel) comme chez de nombreux poissons et de types des serpents et les amphibiens par exemple. De même il n'existe aucune forme de matrotrophie durant le développement embryonnaire, ce qui la distingue de la viviparité où des apports nutritifs en provenance de l'organisme maternel permettent à sa progéniture de continuer son développement même après épuisement du vitellus. On distingue aussi l'oviparité de l'ovoviviparité lorsque la maturation et l'écolsion de l'oeuf se fait directement dans la mère.
La période de développement entre la ponte et l'éclosion est appelée incubation. Cependant chez certaines lignées, le soin à la progéniture ne s'arrête pas à la ponte et il existe diverses stratégies annexes allant de nids avec production de chaleur par fermentation de végétaux jusqu'à couvaison par les parents (généralement la femelle) ou même la spécialisation de certains adultes chargés de ces œufs (espèces eusociales).
L'oviparité est présente chez de nombreuses espèces du règne animal, incluant tous les oiseaux, de nombreux amphibiens, insectes et arachnides, beaucoup de reptiles, de poissons, les monotrèmes et d'autres classes : gastéropode...

## Ponte

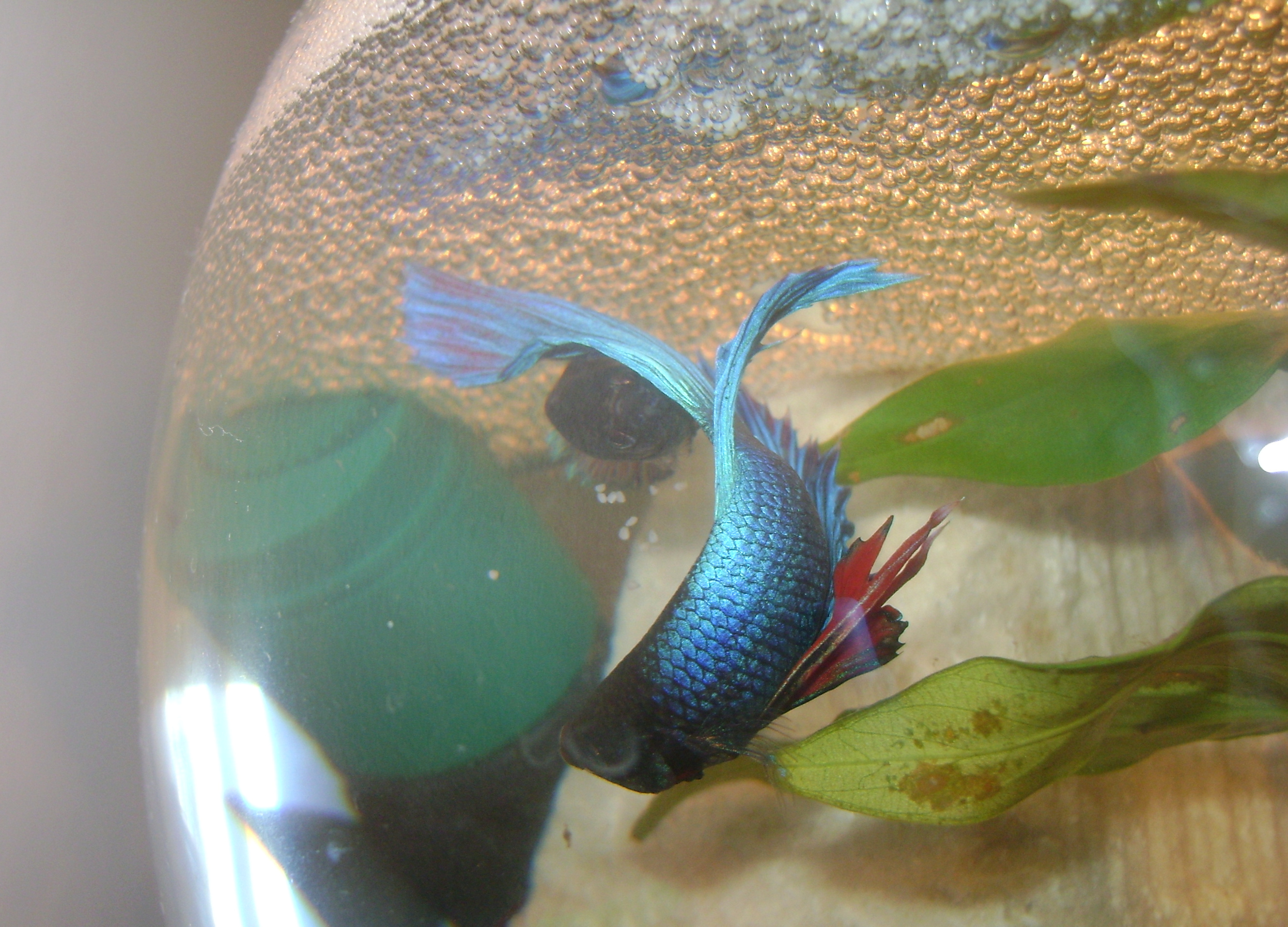
Couple de Combattants (Betta splendens) en cours de ponte.

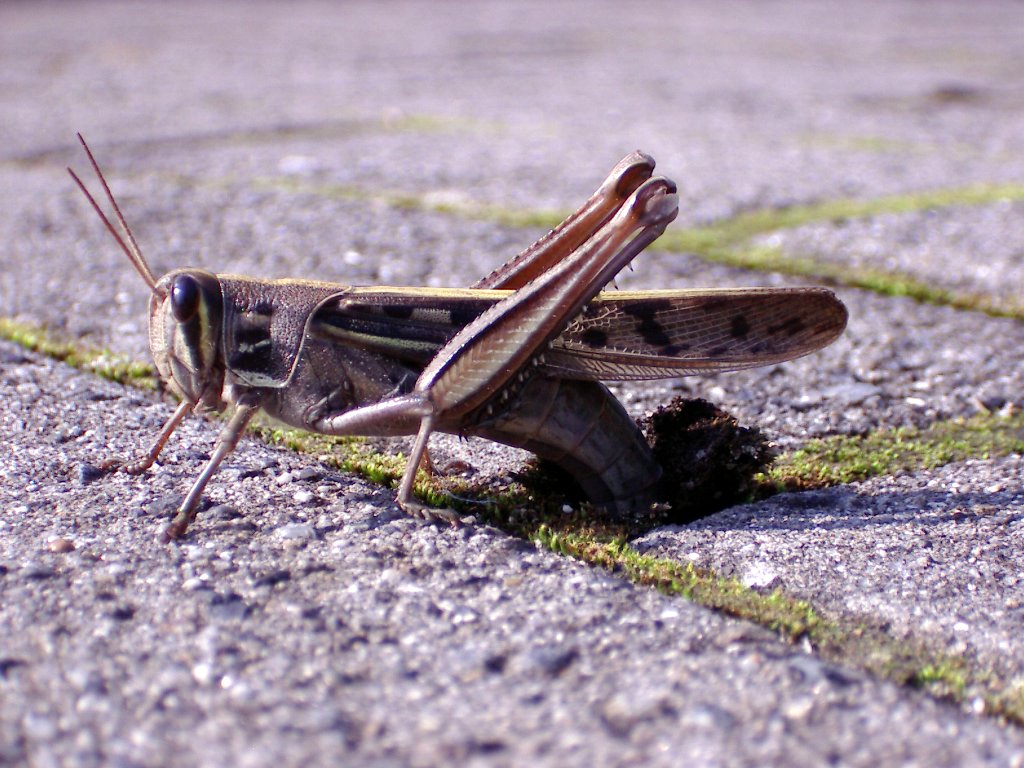
Un criquet japonais pondant ses œufs entre deux pierres

Tous les animaux ovipares peuvent pondre des œufs non-fertilisés comme le fait le poulet, mais cela est rare, sauf chez les espèces domestiquées pour leurs œufs et celles qui pondent en masse (par exemple les drosophiles) ; outre les multiples bénéfices d'un mutualisme avec l'homme dans le cas de l'élevage, la ponte d’œufs non-fécondés peut avoir l'avantage de diminuer les risques que les œufs fécondés soient victimes des prédateurs, en créant une chance pour que ces derniers prennent les œufs non-fécondés à la place ; elle peut aussi être inévitable en l'absence de fécondation, en raison du mécanisme de l'ovulation, qui chez les femelles des mammifères donne lieu à la menstruation (externe comme chez l'humain ou interne comme chez le chien), mais pas chez celles des ovipares, puisqu'elles n'ont pas d'utérus ; ces dernières doivent donc se débarrasser de leurs ovules non-fécondés d'une autre façon, ce qui peut résulter en la ponte de ces derniers ; dans ce cas, l’œuf doit être éjecté de toute façon pour permettre la création de nouveaux œufs fécondables, et la ponte est nécessaire. L'avantage évolutif de ce système qui oblige à la ponte occasionnelle d’œufs non-fécondés réside dans l'efficacité du processus de production des œufs, et particulièrement dans sa vitesse, qui est supérieure lorsque les œufs sont fabriqués simultanément "à la chaine", chacun étant à un stade de fabrication différent.[réf. nécessaire]
Bien sûr, les animaux ovulipares ne peuvent quant à eux pondre que des œufs non-fécondés.
Selon les espèces, les œufs sont pondus au sol (enterrés ou non), dans les arbres ou dans l'eau.
Les œufs sont souvent abandonnés dès la ponte lorsque l'espèce est poïkilotherme (c'est le cas pour les reptiles par exemple, sauf certaines exceptions), mais peuvent également être couvés comme chez les oiseaux afin de les garder au chaud lorsque l'espèce est homéotherme.

## Naissance

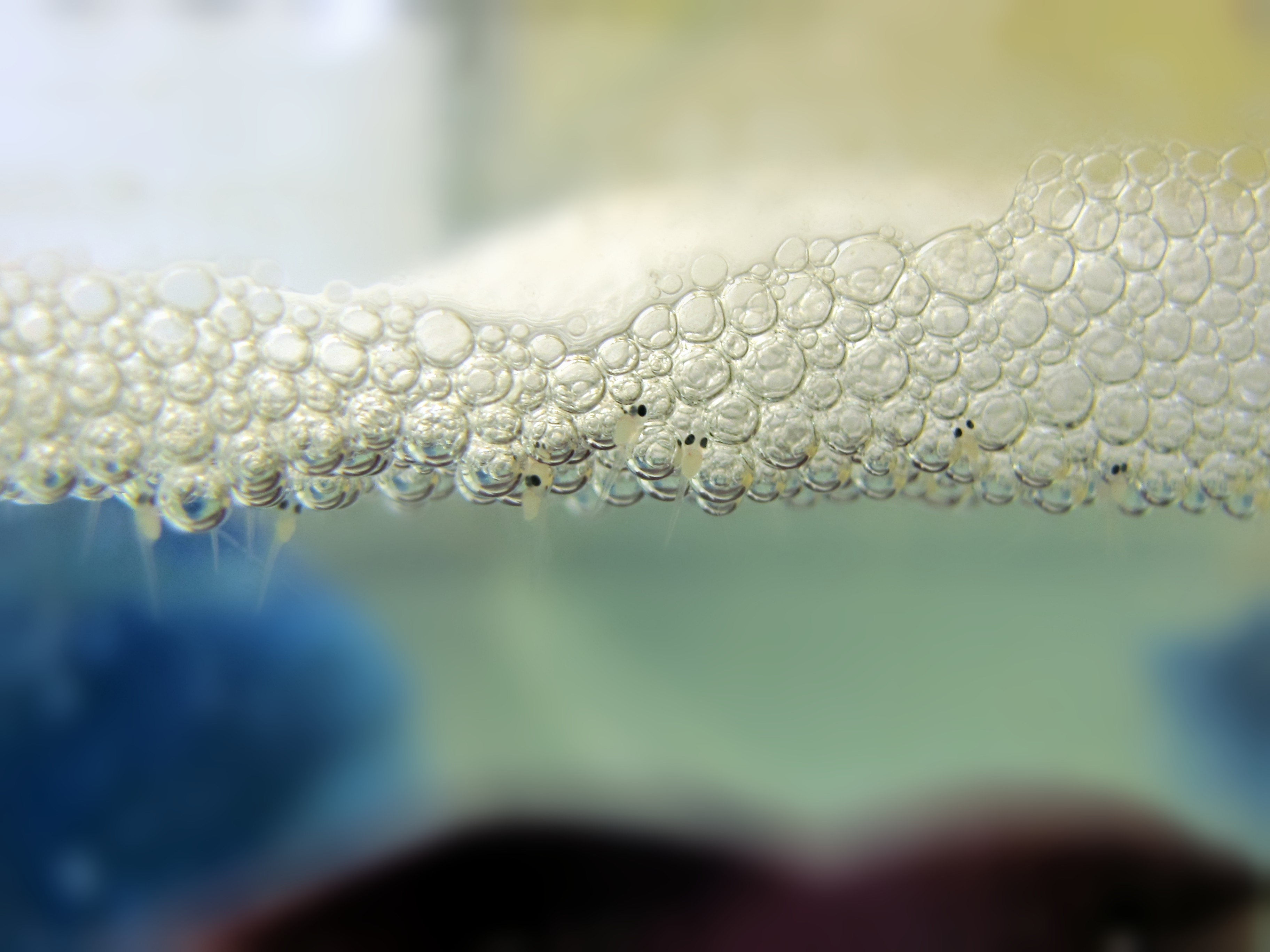
Jeunes alevins de Combattant dans leur nid de bulles

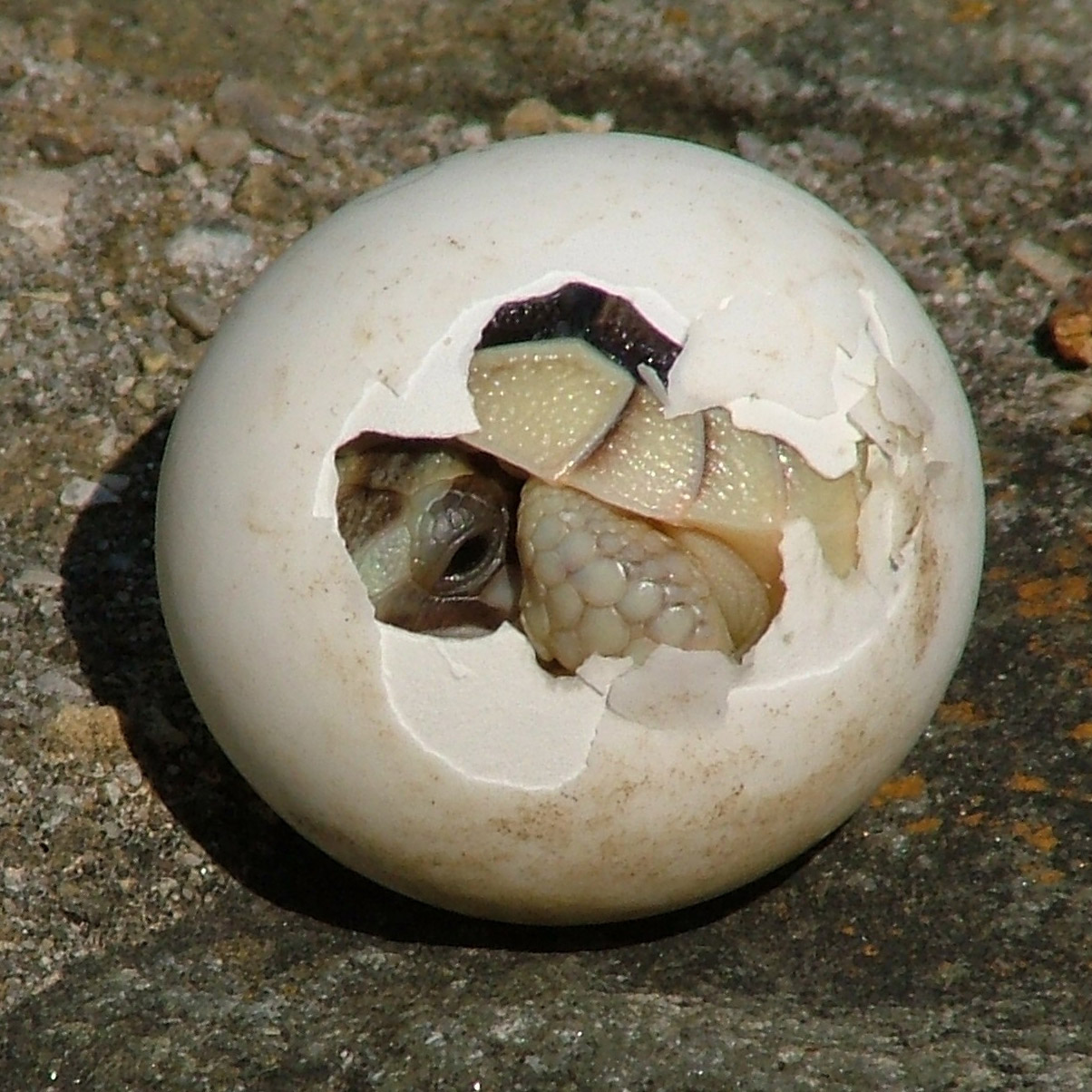
Éclosion chez la tortue.

Vient ensuite le moment de l'éclosion, lorsque le petit sort de son œuf. Cette étape dure parfois plusieurs heures, voire plusieurs jours. L'œuf contient à une extrémité une poche d'air qui s'est constituée lentement par porosité de la coquille au cours de l'incubation. Généralement le jeune animal parvenu à terme perce la fine membrane qui le sépare de cette poche d'air. Le volume d'air contenu dans cette poche est suffisant pour assurer une réserve d'oxygène permettant à un petit animal en bonne santé d'avoir le temps de percer ensuite la coquille après avoir percé la membrane.
À la fin de la croissance embryonnaire, les oiseaux ont acquis un bec suffisamment solide pour percer la coquille. D'autres animaux, tels que les reptiles par exemple, ne disposent pas de bec corné. La nature les dote d'une minuscule excroissance cornée très blanche, appelée le "diamant", qui leur permettra de briser la coquille. Ce "diamant", qu'on appelle aussi parfois une "dent", disparaîtra naturellement par érosion au cours des premiers jours de la vie de l'animal.
Une fois la coquille percée, l'air provenant de l'extérieur (parfois très ténu si le nid se trouve en milieu souterrain) s'engouffre dans le volume entier de l'œuf, permettant au jeune animal de gagner des forces pour finir de s'extraire de son milieu embryonnaire et trouver la liberté.
La réserve d'oxygène contenue dans la poche est, comme on l'a dit, suffisante pour permettre à un jeune animal en bonne santé de trouver le temps de percer la coquille externe, quand bien même cela durerait trois ou quatre jours de travail chez certaines espèces[Lesquelles ?]. Si l'animal ne réussit pas à percer la coquille il périra par manque d'oxygène dans son œuf.
Certaines espèces nécessitent que l'incubation se fasse dix à vingt centimètres sous terre, la mère ayant creusé un nid de ponte dans le sol pour protéger les œufs des prédateurs et des intempéries ou des températures diurnes. Une fois l’éclosion faite, et dans le cas où les parents ne sont pas là pour assister leur progéniture, l'individu nouvellement né doit s'extraire de ce nid. Les intempéries fines et tièdes d'été et de début d'automne sont généralement profitables car elles ameublissent le sol et favorisent la remontée des jeunes vers l'air libre. Les ouvertures de nid au niveau du sol par les juvéniles suivent généralement de quelques heures un orage d'été[réf. nécessaire]. Pendant la durée de vie dans le nid leur source d'alimentation est peut-être leur ancienne coquille, celle-ci étant une très riche source de sels minéraux[réf. souhaitée].